# Lukáš Perný
Lukáš Perný (* 26. října 1991, Nové Zámky, Československo), vystupující jako Lucas Perný, je slovenský hudebník a spisovatel.
Je autorem knihy Utopisté, vizionáři světa budoucnosti, která získala Prémii Ceny Alexandra Matušky, knih o filosofii, umění a kultuře, a také autor esejí, studií, analýz, fejetonů, kritik a recenzí. Je vědeckým pracovníkem Matice slovenské a předsedou Společnosti Ladislava Novomeského.

## Biografie

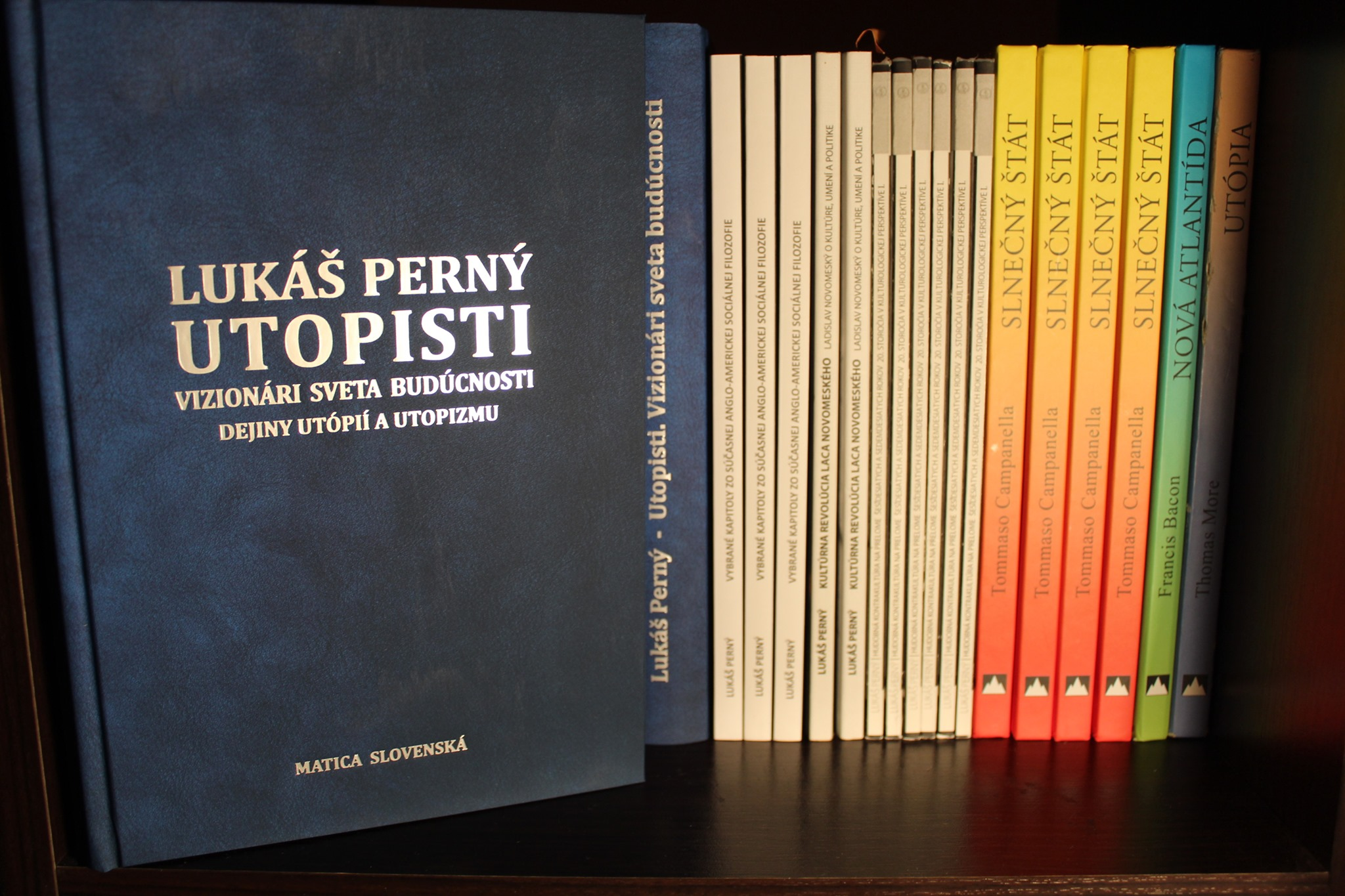
Kniha Utopisté, vizionáři sveta budoucnosti

Narodil se 26. října 1991 v Nových Zámcích, v tehdejším Československu. Dle vlastních slov je potomek šlechtických rodů (z obou stran linie). V letech 2009–2011 absolvoval studium na Střední průmyslové škole stavební v Nitře. V letech 2011 až 2014 absolvoval bakalářské studium kulturologie na katedře Filozofické fakulty Univerzity Konštantína Filozofa v Nitře, které ukončil publikováním monografie o kontrakultuře přelomu 60 a 70. let 20. století.
První sólové hudební album vydal v roce 2009, většího ohlasu hudební kritiky se dostalo jeho třetí sólové nahrávce The Rondel. Od roku 2012 spolupracuje s multinstrumentalistou Miloslavem Kollárem, se kterým také nahrál několik alb. Od roku 2007 působil s Jimim Ružičkou v blues-rockové skupině Dilusion a spolupracoval také s mnoha hudebníky a skupinami (Krumplipapricash, Elegant Emigrant, Fénix, Egon Dust, Martin Štefánik, Matej Mikloš, Peter Turay, Július Fuják, Marek Stupavski, Kofi, Michal Uličný, Andrej Danóczi, Kristina Prekopová, DJ Stanley, Milan Perný). Odehrál přes 200 koncertů a akcí (na Slovensku, v České republice, Maďarsku a Srbsku).
V letech 2014 až 2016 absolvoval magisterské studium kulturologie na katedře filozofické fakulty Univerzity Komenského v Bratislavě. V roku 2017 vydal druhou monografii Kultúrna revolúcia Ladislava Novomeského, o politikovi a básníkovi Ladislavovi Novomeském, kterou uvedl slovenský spisovatel Peter Jaroš a recenzoval Dalimír Hajko.
V roku 2018 vydal třetí knihu Vybrané kapitoly zo súčasnej anglo-americkej sociálnej filozofie, knihu uvedl v Bratislavě filozof, politolog a poslanec NRSR, Ľuboš Blaha, recenzovali ji také Ladislav Hohoš a Vladimír Manda.
Od roku 2017 se věnuje tématu utopií a utopismu na Prešovské univerzitě v Prešově (v spolupráci s Ľubomíre Belásem, Tomasem Kačerauskasem a Rudolfem Dupkalou). Na toto téma napsal knihu Utopisté, vizionáři světa budoucnosti (recenzovali ji Dalimír Hajko, Michael Hauser a Ladislav Hohoš a další). Kniha byla nominována na titul Kniha roku 2020 v deníku Pravda a Cenu Alexandra Matušky (ocenění za esejistiku a literární vědu).
Je autorem doslovů a poznámek ke slovenským vydáním utopických textů Nové Atlantida Francise Bacona, Sluneční stát Tommase Campanelly, Utopie Thomase Mora a Moderní utopie H. G. Wellse.
Rovněž se dlouhodobě věnuje filosofii kultury (Fredric Jameson, Giles Lipovetsky) a kulturní kritice (Frankfurtská škola, Birminghamská škola, Slavoj Žižek, Noam Chomsky).
Je autorem přes 200 studií, esejí, analýz, recenzí (filmových, divadelních, hudebních a literárních) a rozhovorů, které publikoval pro Nové Slovo, Literární týdeník, Dotyky, Slovenské národní noviny, Slovenské pohledy, !Argument, Bojovník, pro časopisy Philosophica Critica, Studia Politica Slovaca, Acta Patristica, Filosofický časopis, Orol tatranský, FILOSOFIJA. SOCIOLOGIJA, Gnosis,  Academia Letters, Posterus, INLIBRI, Slovensko – Národné spektrum a další časopisy, periodika a internetová média.
V roce 2019 obhájil titul PhDr. s rigorózní prací "Rousseau a filosofie dějin".
V roce 2021 obhájil titul PhD. s dizertační prací "Idea spravedlnosti společnosti ve vybraných sociálních utopiích" a ve stejném roce spolupracuje s Rudolfem Dupkalou na třetím vydání knihy Štúrovci a Hegel. Od července 2021 působí jako stážista na Národohospodářské fakultě Vysoké škole ekonomické v Praze a od března 2022 pracuje jako vědecký pracovník pro Slovenský literární ústav Matice slovenské, kde se zabývá zejména výzkumem slovenské kultury a filosofie 19. a 20. století. Věnuje se výzkumu a popularizaci utopistů, ale také osobností jako Laco Novomeský,Vladimír Mináč, Vladimír Clementis, Miroslav Válek, Ivan Horváth, , osobností bernolákovského, štúrovského hnutí a davistů).
Od roku 2022 je místopředsedou Spolku slovenských spisovatelů; od roku 2023 zástupcem šéfredaktora Slovenských pohledů; předsedou Společnosti Ladislava Novomeského, založil Kulturologicko-filosofický odbor Matice slovenské a Galerii Matice slovenské. Inicioval ocenění Štefana Kvietika, Dalimíra Hajka a Josefa Leikerta. V roku 2024 inicioval a odhalil busty Ladislava Novomeského a Ivana Horvátha.

## Politické aktivity a kontroverze
Podporoval slovenské radikálně levicové strany a také organizoval demonstrace a diskuse. Byl redaktorem levicové revue DAV DVA, Slova a alternativního média Zem a Vek. Účastnil se demonstrací proti NATO za účasti především přívrženců extrémistických seskupení. Je příznivcem duchovního komunizmu.